# 格利泽317c
格利泽317c是一颗可能存在的系外行星，位于罗盘座，距离地球约30光年，其母星为红矮星格利泽317。2007年7月，科学家宣布发现了该行星。该行星属类木行星，其质量下限为0.83MJ。至今还不知其轨道半长轴，这种情况在未经确定的系外行星中比较常见。其轨道离心率为0.42，轨道周期为7.4地球年。